# Геологія Аргентини
У межах Аргентини виділяють такі геологічні райони:
- Південноамериканська плита
- Патагонська епіпалеозойська платформа
- частина Андійської складчастої системи
- Передандійський крайовий прогин, що їх розділяє

Докембрійські утворення древньої платформи перекриті осадовим чохлом морських відкладень раннього і середнього палеозою і континентальних відкладень верхнього палеозою, мезозою і кайнозою. Породи фундаменту і низів чохла виступають в підняттях сьєрр Буенос-Айреса (Сьєрра-де-ла-Вентана, Сьєрра-дель-Танділь).
У межах Патагонської платформи складчаста основа виступає в масивах Самун-Кура і Десеадо, складених верхньодокембрійськими та мезозойськими породами, які прорвані верхньопалеозойськими гранітами і перекриті верхньопалеозойськими, мезозойськими і кайнозойськими морськими та континентальними вулканогенними і уламковими породами, які наповнюють прогини Колорадо та Сан-Хорхе. Між Патагонською платформою та Андами знаходиться Переадандійський прогин. Це система впадин різного віку.